# دائرة شميني
دائرة شميني إحدى دوائر ولاية بجاية الجزائرية . عاصمتها هي شميني وتضم بلديات :
- شميني
- تيبيان
- سوق أوفلة
- أكفادو

## مواضيع ذات صلة
- دوائر ولاية بجاية
- بلديات ولاية بجاية